# .eh
.eh és el domini de primer nivell territorial reservat per al Sàhara Occidental. Com és un territori en conflicte, el domini no està assignat, i no ho estarà mentre les dues parts en conflicte no arribin a un acord. La IANA no hi ha assignat cap organització patrocinadora.

## Història
Les lletres corresponen a "Sáhara Español" (ESH, que és el nom antic del Sàhara Occidental) i també concorden amb Saguia el-Hamra, una de les dues províncies de l'antic Sàhara Espanyol.
L'1 d'agost de 2007, un consorci internacional va oferir a la IANA d'administrar el domini .eh en nom de la República Àrab Sahrauí Democràtica. El Marroc, que controla la major part del Sàhara Occidental, també ha demanat el domini en competència amb l'altre grup.
El 16 d'octubre de 2007, la ICANN va decidir de no delegar el .eh a ningú, amb la següent explicació:
| « | Hi ha dues sol·licituds per a la delegació del domini territorial de primer nivell (ccTLD) .EH (Sàhara Occidental). Les dues peticions compleixen els criteris tècnics per a gestionar un domini de primer nivell. En casos com aquest, la IANA fa temps que té la política de demanar que els dos sol·licitants competidors treballin junts per tal de trobar una solució conjunta que serveixi les necessitats de la comunitat d'internautes del país de la millor manera possible. ICANN no veu cap manera d'aprovar la delegació del domini .EH a un dels sol·licitants sense violar la seva política consolidada sense que les parts en competència arribin a un acord. | » |

 Com que els dos sol·licitants estan en conflicte armat, no s'ha arribat a aquest acord i el domini continua inactiu.

## Broma
L'1 d'abril de 2013, l'autoritat de registre de noms canadenca va anunciar que proporcionarien dominis .eh als consumidors com a part d'una innocentada; és una broma recurrent al Canadà (i pràcticament un signe d'identitat) l'ús generalitzat de la interjecció "eh!".